# Antoine Pinay
Antoine Pinay (Saint-Symphorien-sur-Coise, 30 de diciembre de 1891-Saint-Chamond, 13 de diciembre de 1994) fue un político conservador francés, que sirvió de primer ministro de Francia desde 1952 hasta 1953.
Tras desempeñar diversos cargos en sucesivos gabinetes, fue ministro de Asuntos Económicos (1948-49), de Obras Públicas (1950-52), primer ministro (1952) y ministro de Asuntos Exteriores (1955-56) y de Hacienda y Economía (1958-59, 1960). Más tarde fue el primer mediador (defensor del pueblo) francés, en 1973-74. En su siglo largo de vida, le quedó tiempo para los negocios privados (director de las curtidurías «Fouletier» entre 1919 y 1948).
En desacuerdo con la política argelina y exterior del gobierno, Antoine Pinay dimite en enero de 1960. Luego abandonó toda actividad política nacional.
- Datos: Q356724
- Multimedia: Antoine Pinay / Q356724